# Xinhe (sockenhuvudort i Kina, Zhejiang Sheng, lat 29,70, long 119,91)
Xinhe (kinesiska: 新合乡) är en sockenhuvudort i Kina. Den ligger i provinsen Zhejiang, i den östra delen av landet, omkring 66 kilometer söder om provinshuvudstaden Hangzhou. Antalet invånare är 4 577. Befolkningen består av 2 157 kvinnor och 2 420 män. Barn under 15 år utgör 12,0 %, vuxna 15-64 år 75 %, och äldre över 65 år 11,0 %.
Runt Xinhe är det tätbefolkat, med 411 invånare per kvadratkilometer. Närmaste större samhälle är Gaochengtou, 19,6 km sydost om Xinhe. I omgivningarna runt Xinhe växer i huvudsak blandskog.
Genomsnittlig årsnederbörd är 2 207 millimeter. Den regnigaste månaden är juni, med i genomsnitt 474 mm nederbörd, och den torraste är januari, med 82 mm nederbörd.